# Motore trifase a collettore
Il motore trifase a collettore è un particolare tipo di motore elettrico a corrente alternata trifase che si caratterizza per la proprietà di permettere, in maniera semplice al pari del motore a corrente continua, la regolazione della velocità, ostica in altri tipi di motori a corrente alternata. Questa macchina elettrica si divide in due ulteriori sottotipi, il motore trifase in derivazione e il motore trifase in serie. Il motore a collettore, quando viene alimentato in corrente alternata, ha una commutazione più difficile in quanto nella sezione in commutazione agiscono, oltre la fem mozionale e quella di autoinduzione, anche la fem trasformatorica dovuta al fatto che il campo magnetico è alternativo (o meglio rotante) quindi tale fem si annulla per la velocità di sincronismo, che è una velocità ottimale da tale punto di vista. L'indotto è del tipo a corrente continua, ed ha un numero di spazzole multiplo di 3 per polo (essendo il sistema di alimentazione trifase) tuttavia il collettore si comporta come un sistema polifase collegato a poligono, con tante fasi quante sono le lamelle tra due poli omologhi immediatamente susseguenti e il numero delle spazzole individua i collegamenti su questo poligono che si vogliono rendere accessibili (niente vieterebbe 4 spazzole a 90° elettrici (sistema bifase) oppure 6 a 60° (sistema esafase, talvolta usato).

## Motore in serie
Nel motore in serie si hanno in linea di principio tre spazzole che sono fisse tra loro a 120° elettrici ma possono ruotare rispetto allo statore di un angolo compreso tra 90° in anticipo e 90° in ritardo rispetto alla posizione zero; tale posizione è quella in cui i campi magnetici di statore e rotore sono allineati (in tale posizione il motore non dà luogo a coppia ma assorbe solo la corrente magnetizzante), spostando in avanti ed all'indietro le spazzole, si può far partire il motore in un senso o nell'altro, ovviamente le spazzole sono collegate ciascuna in serie all'avvolgimento relativo di statore e quindi la corrente di fase è la stessa della spazzola relativa.
È comunque importante che il motore ruoti nello stesso senso in cui ruota il campo magnetico di statore, per evitare perdite nel ferro eccessive e scintillio delle spazzole per difficoltà di commutazione. Quindi oltre a ruotare all'indietro il carrello portaspazzole è opportuno contemporaneamente invertire due fasi tra di loro.
La caratteristica meccanica del motore in serie è simile a quella del motore monofase in serie, simile ad iperboli quadrate (C*W^2=costante per V costante ed W non troppo piccola) in cui però si ha una curva caratteristica per ogni posizione delle spazzole sul collettore; si hanno quindi due possibilità di regolazione: variando la tensione applicata (tramite autotrasformatore trifase o meglio a V) e/o con lo spostamento delle spazzole. In entrambi i casi si può allacciare il motore alla rete in posizione zero e poi farlo partire, senza richiedere un forte assorbimento di corrente, (come invece accade nel motore asincrona); inoltre la coppia massima si ha all'avviamento, finché le spazzole non formino un angolo troppo grande con la posizione zero; si può quindi far spuntare un carico molto difficile (ascensore, montacarichi, ecc.) con buona efficienza di conversione.
Il fattore di potenza è buono, perché il campo magnetizzante è in serie all'indotto, e quindi la potenza reattiva di magnetizzazione diminuisce se diminuisce la corrente(il motore asincrono ha l'eccitazione in derivazione, indipendentemente dalla potenza assorbita, se diminuisce il carico il fattore di potenza peggiora)

## Motore in derivazione
Il motore in derivazione invece si può pensare derivato dal motore in derivazione monofase (che non ha un buon funzionamento) dato che il motore stesso può essere montato con le spazzole spostate di 90° elettrici rispetto al motore monofase (in quanto il campo magnetico di statore non ha direzione fissa, ma ruota) e quindi la coppia viene comunque prodotta. (nel motore monofase invece lo spostamento delle spazzole fa diminuire la f.c.e.m. di indotto e la coppia prodotta del valore cos(alfa) essendo alfa l'angolo di spostamento (per usare una similitudine motoristica, la corrente di indotto deve fare contemporaneamente da forza sul pistone e da manovella; per alfa =zero forza sul pistone e manovella sono in fase e non danno coppia, per alfa=90° forza nulla e braccio massimo, coppia nuovamente nulla; nel motore polifase invece le correnti indotte sono più di una, e trovano sempre un campo magnetico che le fa muovere)  

Una variante del motore in derivazione è il motore Schrage-Richter, con l'alimentazione rotorica ma dello stesso principio di funzionamento e ad esso si rimanda.